# Jakob Omrzel
Jakob Omrzel, slovenski kolesar, * 21. marec 2006, Novo mesto.
Omrzel je profesionalni kolesar, ki od leta 2025 tekmuje za UCI Continental ekipo Bahrain Victorious Development Team, začel je v ekipi Adria Mobil. 
Pri komaj 19 letih je postal aktualni državni prvak Slovenije na cestni dirki v Celju.

## Kariera
V letih 2023 in 2024 je osvojil naslov mladinskega slovenskega državnega prvaka v cestni dirki ter zmago leta 2023 in drugo mesto leta 2024 na mladinskem slovenskem državnem prvenstvu v vožnji na čas. Leta 2025 pa je osvojil še skupno četrto mesto na etapni Dirki po Sloveniji in belo majico za najboljšega mladega kolesarja. 
V starosti 19 let je kot drugi slovenski kolesar po Tadeju Valjavcu osvojil Dirko po Italiji za mlade kolesarje do 23 let in v svojem prvem nastopu zmagal na državnem prvenstvu Slovenije v cestni dirki ter s tem svojo prvo profesionalno zmago.

## Pomembnejša tekmovanja

### Domača dirka
| Od   | Dirka              | 2025 |
| ---- | ------------------ | ---- |
| 1993 | Dirka po Sloveniji | 4    |

### Reprezentanca
| Od   | Državno prvenstvo | Državno prvenstvo | 2025 |
| ---- | ----------------- | ----------------- | ---- |
| 1991 |                   | Cestna dirka      | 1    |
| 1991 | Kronometer        | —                 |      |

## Profesionalne zmage (1)
| Leto | Zmaga | Dirka                                      | Opomba    | Serija            |
| ---- | ----- | ------------------------------------------ | --------- | ----------------- |
| 2025 | 1.    | Državno prvenstvo Slovenije v cestni dirki | Enodnevna | Državno prvenstvo |